# Domingo Giribaldo
Domingo Giribaldo (Pando, Canelones, 25 de enero de 1876 - Montevideo, 9 de julio de 1950) fue un ingeniero químico y farmacéutico uruguayo que se recibió de químico a los 19 años de edad. Sus investigaciones incidieron en diversos campos de la química industrial, la física y la medicina.

## Reseña biográfica
En 1911 ingresó a la Sorbona de Paris y fue alumno de Marie Sklodowska, más conocida como Madame Curie. 
En 1925, elaboró la primera producción de hipoclorito de sodio de América del Sur. 
En 1949, fue nominado al Premio Nobel de Química, por sus investigaciones en el campo de la termodinámica química.
Egresado de la Universidad de la República del Uruguay en 1895 fue decano de la Facultad de Química de Montevideo en el periodo 1938-1941 y ejerció la docencia universitaria en la cátedra de Química de la Facultad de Medicina de Montevideo durante toda su vida profesional.
En 1911,  Marie Sklodowska, más conocida como Madame Curie, apenas días después de haber recibido por segunda vez el Premio Nobel, esta vez el de Química, retornó a sus clases de Física en la Universidad de La Sorbona de París. Entre los treinta y seis jóvenes científicos que la aguardaban ese año, estaba el estudiante uruguayo Domingo Giribaldo, usufructuando una beca de perfeccionamiento en Física y Electroquímica, destinada a los directores de los nuevos Institutos de la Facultad de Medicina de Montevideo. Al finalizar su período en Francia, Domingo Giribaldo continuó sus estudios en Alemania donde adquirió conocimientos avanzados de la industria química europea de la primera mitad del siglo XX, participando en los cursos de Walther Nernst en el Instituto de Química-Física de la Universidad de Berlín, trabajando también en el Laboratorio de Electroquímica de la Escuela Técnica Superior de Charlottenburg, dirigido por Franz Fischer. Fue allí, en el ámbito de las industrias electroquímicas, donde se compenetró en profundidad con la fabricación del clor-álcali y los métodos para su obtención, que hasta entonces eran el de la electrólisis con celda de diafragma hecha de asbestos. Y a tal grado llegó su nivel de profundización en el tema, que luego de sus estudios en Alemania, crearía el llamado método de electrólisis con celda de diafragma que patentará en Berlín. De regreso a Uruguay, y en condiciones casi domésticas, Giribaldo comenzó a diseñar un complejo proceso para obtener hipoclorito de sodio, logrando producirlo por primera vez en América del Sur en 1925. Este suceso convertirá a Uruguay en el primer país del continente en erradicar el cólera y el tifus, marcando además un mojón decisivo en la ciencia uruguaya.

## Sus investigaciones
Una de las investigaciones más importantes de Domingo Giribaldo, estuvo vinculada a la por entonces revolucionaria solución antiséptica creada en 1911 por los científicos Alexis Carrel y Henry Dakin, más conocida como “Líquido Carrel”, desinfectante por excelencia que, sin embargo, provocaba severas quemaduras en las curaciones. En 1924, mientras ejercía la dirección del Instituto de Química de la Universidad de la República (Montevideo), Giribaldo publicó un estudio en el que, tras analizar las distintas variantes propuestas por otros investigadores como el norteamericano Dakin y el francés Daufresne para evitar los efectos secundarios del poderoso germicida, Giribaldo expuso los fundamentos generales para preparar su nueva solución desinfectante a base de hipoclorito de sodio, que dio lugar a la creación de “Electrón”, la industria electroquímica familiar que ha durado hasta el presente. En sus reflexiones, anotaba: “Yo he subsanado los inconvenientes del procedimiento de Daufresne, preparando, por vía electrolítica, una solución concentrada de hipoclorito de sodio, de composición perfectamente conocida, con la que se obtiene muy sencillamente el líquido Carrel por simple dilución en agua y adición de una solución ácido-salina complementaria”.
La importante modificación al Líquido Carrel realizada por Giribaldo, tuvo repercusiones inmediatas. El 26 de junio de 1925 el prestigioso periodista y político Domingo Arena, el hombre de mayor ascendencia política en la vida del presidente uruguayo José Batlle y Ordóñez, escribió un extenso artículo en el diario El Día (Uruguay), titulado “Perfección nacional de un gran desinfectante”. Allí, luego de reconocer que, si bien “el Líquido Carrel ha hecho maravillas en los duros trances en que lo puso a prueba la guerra europea”, este Líquido Carrel que llamaremos “Montevideano”, se distingue del originario y de las variedades que le siguieron, por constituir un compuesto muy semejante al suero de la sangre humana y por consiguiente con capacidad de aportar todas las ventajas que se atribuyen a la sangre misma, para darle vitalidad a los tejidos enfermos. (…) Si el Líquido Carrel, aún el modificado entre nosotros, solo sirviera para curar heridas o para desinfectar regiones del cuerpo humano, tal vez no le hubiéramos dedicado esta nota. Pero nos hemos enterado por la publicación que venimos parafraseando, que esta droga puede tener una aplicación doméstica interesantísima como medio de defender a la gente del tifus y de otras afecciones que pueden adquirirse con el agua o con todo lo que se ingiere crudo y entonces nos ha parecido que estábamos en el deber de concurrir a su divulgación. Si es verdad, en efecto, que con un litro de Líquido Carrel se pueden esterilizar veinticinco mil litros de agua, como lo afirma el químico señor Giribaldo, es igualmente cierto que esta noticia debe recorrer todo el país y llegar sobre todo a las regiones torturadas por el tifus, pues es indudable que se puede hacer llegar allí el líquido salvador mucho antes de que lleguen las obras de saneamiento, por más activas que se muestren las autoridades pertinentes. Es que hay más: con el Líquido Carrel no solo se hace inofensiva contra el tifus y hasta contra el mismo cólera y por consiguiente contra todas las infecciones subalternas, cualquier agua de consumo, sea de pozo, o aljibe, o hasta de cachimba (se llaman así los pozos manantiales de los campos) sino que se pueden hacer igualmente inofensivas las frutas y ensaladas que se consumen a diario, con solo sumergirlas un rato antes de ser consumidas en una solución al cinco por ciento del gran desinfectante, y pasarlas por agua pura después para quitarles lo que pudiera quedarles de mal gusto. De donde se concluiría que en el porvenir, en toda cocina que se respete, debería darse entrada a la droguería, y poner junto al vinagre y los otros condimentos de estilo un buen frasco de Líquido Carrel de donde había de concluir también que todo comensal prudente, antes de sentarse a la mesa a que fuere invitado, debería averiguar si el Líquido Carrel esta en su puesto, antes de abandonarse en libertad a las tentaciones de la gula.”

## La primera planta electroquímica
En 1926, un año después de haber dado a conocer sus trabajos sobre las tan sencillas como sustanciales modificaciones del Líquido Carrel, logrando neutralizar los restos de soda cáustica, sin modificar las características del producto, Domingo Giribaldo percibió que no había obstáculos insalvables para establecer una pequeña fábrica de hipoclorito de sodio en Montevideo. En realidad, se trataba de la primera que existiría en el país. Para entonces, tenía cincuenta años de edad, y toda su fortuna se reducía a su vivienda y al sueldo de catedrático en la Facultad de Medicina.
Pero antes de que eso ocurriera, en un garaje alquilado, al estilo de los sabios excéntricos de las historias de la primera mitad del siglo veinte, Domingo Giribaldo instaló de un modo tan artesanal como exitoso, el primer ensayo de una planta electroquímica. Para ello le bastó con un dínamo de bicicleta que generaba la corriente continua y una damajuana de diez litros invertida, que contenía una solución de salmuera. Al pasar la corriente eléctrica por la molécula de sal, generaba la electrólisis rompiendo la molécula, separando así el cloro del sodio.  A partir de aquella experiencia exitosa, nació un emprendimiento industrial que no tardaría en involucrar a toda la familia, logrando imprimirle la impronta comercial al asunto, lo que sería el principio de la empresa “Electrón”, en un espacio adecuado con un generador verdadero y pocos elementos más como para iniciar la producción. Consciente  de que  no tenía vocación de empresario, Domingo Giribaldo delegó en su familia esa tarea, sin abandonar su vida de investigador y de docente en el Instituto de Química de Montevideo, hasta que se jubiló. Domingo Giribaldo, falleció en Montevideo, en 1950 Pero él, en el transcurso de sus dos últimos años de vida,  ya había imaginado el emprendimiento que en adelante se llamaría Efice (Establecimiento de Fabricación Independiente y Correlacionados Electrón). La cuarta generación de sus descendientes, se encuentra embarcada en el proyecto Omega, que permitirá la creación de un nuevo complejo industrial y de un parque eólico, que posibilitará la producción de nuevos productos derivados del cloro.